# 아델 H 이야기
《아델 H 이야기》(프랑스어: L'Histoire d'Adèle H.)는 1975년 개봉한 프랑스의 역사 드라마 영화이다. 프랑수아 트뤼포가 감독과 공동각본을 맡았다. 작가 빅토르 위고의 딸 아델 위고의 일기를 원작으로 한 작품이다.

## 출연

### 주연
- 이자벨 아자니
- 브루스 로빈슨

### 조연
- 실비아 마리오트
- 조셉 블랫츠리
- 로저 마틴

## 기타
- 미술: 장-피에르 코후-스벨코
- 의상: 자클린 구욧

## 같이 보기
- 프랑스 영화